# 格兰地碘泡虫
格兰地碘泡虫（学名：Myxobolus grandiintercapsularis）为碘泡科碘泡虫属的动物。分布于俄罗斯以及辽宁等，营寄生生活，寄生在史氏黄䱂、黄䱂的肌肉、肠壁、肾。